# Difenil-diklórmetán
A difenil-diklórmetán szerves vegyület, képlete (C6H5)2CCl2. Színtelen, szilárd anyag, más szerves vegyületek szintéziséhez használják.

## Előállítása
Szén-tetrakloridbl állítják elő a benzol kétszeres Friedel–Crafts-acilezésével, vízmentes alumínium-klorid katalizátor jelenlétében. Másik lehetőség a benzofenon kezelése foszfor-pentakloriddal:
(C6H5)2CO  +  PCl5  →   (C6H5)2CCl2  +  POCl3

## Reakciói
Benzofenonná hidrolizál:
(C6H5)2CCl2  +  H2O  →   (C6H5)2CO  +  2 HCl
Felhasználják a tetrafeniletilén, 
a difenilmetán-imin-hidroklorid és a benzoesav-anhidrid előállításához.

## Fordítás
Ez a szócikk részben vagy egészben  a   Diphenyldichloromethane című angol Wikipédia-szócikk ezen változatának fordításán alapul.  Az eredeti cikk szerkesztőit annak laptörténete sorolja fel. Ez a jelzés csupán a megfogalmazás eredetét és a szerzői jogokat jelzi, nem szolgál a cikkben szereplő információk forrásmegjelöléseként.